# 황남훈
황남훈(黃南勳, ? ~ ?)은 대한민국의 경찰관이다. 광복 직후 창덕궁과 구 황살의 경호, 경비를 담당하던 창덕궁경찰서(대한민국 대통령경호처의 전신)의 초대 서장이었다. 1949년 철도경찰대로 전임되었다.

## 약력
- 1945년 9월 2일 ~ 1946년 7월 1일[1], 총경, 창덕궁경찰서장
- 1946년 7월 1일[1] ~ 1946년 7월 30일 총경, 경기도경찰부 제1관구 성북경찰서장[2]
- 1946년 8월 1일 ~ 1949년 2월, 총경, 창덕궁경찰서장
- 1949년 2월 ~ , 대기발령
- 1949년 6월 24일 ~ 1949년 7월 29일 총경, 철도경찰본부대 수사과장[3]
- 1949년 7월 29일 ~ 총경, 철도경찰본부대 수사과장 재임명[4]

## 같이 보기
- 경무대경찰서